# 발해의 왕후 목록
다음은 발해를 다스린 역대 왕후이며 재위년도는 미상이다.

## 역대 왕후
- 발해(渤海)의 1대 왕후(王后) 원비(院妃)
- 발해(渤海)의 2대 왕후(王后) 원비(院妃)
- 발해(渤海)의 3대 왕후(王后) 효의왕후(孝懿皇后)
- 발해(渤海)의 4대 왕후(王后) 원비(院妃)
- 발해(渤海)의 5대 왕후(王后) 원비(院妃)
- 발해(渤海)의 6대 왕후(王后) 효의황후(孝懿皇后)
- 발해(渤海)의 7대 왕후(王后) 원비(院妃)
- 발해(渤海)의 8대 왕후(王后) 원비(院妃)
- 발해(渤海)의 9대 왕후(王后) 순목황후(順穆皇后)
- 발해(渤海)의 10대 왕후(王后) 원비(院妃)
- 발해(渤海)의 11대 왕후(王后) 원비(院妃)
- 발해(渤海)의 12대 왕후(王后) 원비(院妃)
- 발해(渤海)의 13대 왕후(王后) 원비(院妃)
- 발해(渤海)의 14대 왕후(王后) 원비(院妃)
- 발해(渤海)의 15대 왕후(王后) 아리지(阿里只)

## 같이 보기
- 북부여의 왕후 목록
- 동부여의 왕후 목록
- 갈사국의 왕후 목록
- 부여의 왕후 목록
- 고구려의 왕후 목록
- 소고구려의 왕후 목록
- 보덕국의 왕후
- 백제의 왕후 목록
- 부흥운동의 왕후 목록
- 신라의 왕후 목록
- 금관가야의 왕후 목록
- 대가야의 왕후 목록
- 발해의 왕후
- 후발해의 왕후 목록
- 대발해의 왕후 목록
- 흥료국의 왕후 목록